# Steven Rooks
Steven Rooks, född den 7 augusti 1960 i Oterleek, är en nederländsk före detta landsvägscyklist som var professionell från 1982 till 1995. Hans främsta meriter är segrarna i Liège–Bastogne–Liège 1983, Amstel Gold Race 1986 och Züri Metzgete 1988, totalsegrarna i Tour de Luxembourg 1986 och Vuelta a Andalucía 1986, samt andraplatsen totalt i Tour de France (dessutom vinst av bergspristävlingen samma år). En silvermedalj vid Världsmästerskapen 1991 är också värd att nämna, liksom två nederländska mästerskapstitlar.

## Meriter
| 1982 8:a totalt i Deutschland Tour 10:a totalt i Volta a Catalunya 1983 Vinnare av Liège–Bastogne–Liège 3:a totalt i Paris–Nice 3:a totalt i Tour Méditerranéen Vinnare av etapp 2b 8:a i Rund um den Henninger Turm 8:a i Grand Prix de Monaco 10:a i Amstel Gold Race 1984 2:a i Paris–Tours 4:a i Liège–Bastogne–Liège 5:a i Rund um den Henninger Turm 5:a i Grand Prix Impanis 6:a i linjelopp vid Nederländska mästerskapen 6:a totalt i Tour de Romandie 9:a totalt i Paris–Nice 10:a totalt i Tour Méditerranéen 1985 Vinnare av etapp 4b i Volta a Catalunya Vinnare av etapp 4 i Tour of Norway 2:a totalt i Critérium du Dauphiné Libéré Vinnare av etapp 6 3:a totalt i Étoile de Bessèges 6:a i GP de Bessèges 6:a i Binche-Tournai-Binche 8:a i Paris–Bryssel 10:a i Liège–Bastogne–Liège 1986 Vinnare totalt av Tour de Luxembourg Vinnare totalt av Vuelta a Andalucía Vinnare av prologen Vinnare av Amstel Gold Race Vinnare av Grand Prix de Wallonie 5:a totalt i Tirreno–Adriatico 5:a i Liège–Bastogne–Liège 7:a i Super Prestige Pernod 7:a i La Flèche Wallonne 7:a i Paris–Bryssel 9:a totalt i Tour de France 9:a totalt i Setmana Catalana de Ciclisme 1987 Vinnare av etapp 2 i Tour de Suisse 2:a totalt i Kellogg's Tour 2:a i Amstel Gold Race 2:a i Omloop Het Volk 6:a i linjelopp vid Världsmästerskapen 6:a i Ronde van Vlaanderen 8:a i Trofeo Baracchi med Adrie van der Poel 9:a totalt i Tour de Luxembourg 9:a totalt i Vuelta a Andalucía | 1988 Vinnare av Züri Metzgete 2:a totalt i Tour de France Vinnare av bergspristävlingen Vinnare av kombinationstävlingen Vinnare av etapp 12 2:a i Amstel Gold Race 3:a i Milano–Sanremo 3:a i La Flèche Wallonne 3:a i Clásica de San Sebastián 4:a i Liège–Bastogne–Liège 5:a i Ronde van Vlaanderen 9:a i Trofeo Baracchi med Gert-Jan Theunisse 1989 Vinnare totalt av Tour du Vaucluse 2:a i La Flèche Wallonne 3:a totalt i Settimana Ciclistica Internazionale 4:a i linjelopp vid Världsmästerskapen 5:a i Tre Valli Varesine 6:a i Liège–Bastogne–Liège 6:a i Baden-Baden (med Gert-Jan Theunisse) 7:a totalt i Tour de France Vinnare av kombinationstävlingen Vinnare av etapp 15 (ITT) 7:a i Rund um den Henninger Turm 1990 2:a i linjelopp vid Nederländska mästerskapen 2:a totalt i Settimana Ciclistica Internazionale 3:a i Liège–Bastogne–Liège 4:a totalt i Ronde van Nederland 5:a i La Flèche Wallonne 1991 Nederländsk mästare i linjelopp 2:a i linjelopp vid Världsmästerskapen 2:a totalt i Volta a la Comunitat Valenciana 2:a i GP des Amériques 4:a totalt i Escalada a Montjuïc 6:a i Wincanton Classic 9:a totalt i Vuelta a España 1992 2:a i Liège–Bastogne–Liège 4:a i Trofeo Luis Puig 5:a i linjelopp vid Världsmästerskapen 5:a totalt i Tour of Galicia Vinnare av etapp 4 7:a i Wincanton Classic 8:a i La Flèche Wallonne 10:a totalt i Vuelta a España 10:a totalt i Baskien runt 1993 2:a i linjelopp vid Nederländska mästerskapen 4:a i Brabantse Pijl 7:a totalt i Volta a la Comunitat Valenciana 10:a i Liège–Bastogne–Liège 1994 Nederländsk mästare i linjelopp 6:a i Amstel Gold Race 1995 8:a i Amstel Gold Race 10:a i La Flèche Wallonne |